# Éder Bonfim
Éder José de Oliveira Bonfim (Mineiros, 3 de abril de 1981) é um ex-futebolista brasileiro que atuava como lateral-direito.

## Início
Antes de ingressar no futebol português, Éder Bonfim jogou 6 meses como profissional no clube Grémio Inhumense em 2002. Logo despertou o interesse de vários clubes europeus ao qual ingressou para o Sport Lisboa e Benfica como título de empréstimo. Em janeiro de 2003, passou pelo Estrela da Amadora onde jogou todos os jogos.
Devido ao seu sucesso no Estrela da Amadora, foi contratado pelo Sporting Clube de Braga tendo sido treinado pelo mister Jesu onde alcançaram o acesso directo à Liga Europa da UEFA.
Na época de 2004-2005 foi transferido para o Vitória de Setúbal onde sagrou-se campeão da Taça de Portugal. Entre as épocas 2005-2008 esteve ao serviço da União de Leiria onde jogou com bastante regularidade.

## Mudança para a Roménia
Após 6 épocas no campeonato português, transferiu-se para o clube Poli Timişoara em julho de 2008.
No meio da época, foi emprestado para o Glória Buzau por 6 meses.
Voltou pata o Poli Timişoara na época seguinte e manteve-se até julho de 2010 tendo sido vendido para o Steaua Bucureşti no comando do técnico za, ex-selecionador da seleção romena, lutando na Liga Europa da UEFA.

## Azerbaijão
Em junho de 2011, Éder juntou-se ao Khazar Lankaran  de Azerbaijão, onde joga a defesa direito.

## Títulos
Steaua București
- Copa da Romênia 2010–11[2]